# Шербан, Иван Александрович
Иван Александрович Шербан — молдавский советский хозяйственный, государственный и политический деятель, Герой Социалистического Труда.

## Биография
Родился в 1924 году в Вулканештах. Член КПСС с 1974 года.
Участник Великой Отечественной войны. С 1948 года — на хозяйственной, общественной и политической работе. В 1948—1982 гг. — старший чабан колхоза «Гигант» Вулканештского района Молдавской ССР.
Указом Президиума Верховного Совета СССР от 22 марта 1966 года присвоено звание Героя Социалистического Труда с вручением ордена Ленина и золотой медали «Серп и Молот».
Умер в 1990 году